# Kamešnica (Nagykemlék)
Kamešnica falu Horvátországban Kapronca-Kőrös megyében. Közigazgatásilag Nagykemlékhez tartozik.

## Fekvése
Kőröstől 12 km-re északra, községközpontjától  3 km-re keletre a Kemléki-hegység lejtőin fekszik.

## Története
1857-ben 194, 1910-ben 363 lakosa volt. A falu a trianoni békeszerződésig Belovár-Kőrös vármegye Körösi járásához tartozott. 2001-ben 220 lakosa volt.

## Nevezetességei
Szent András apostol tiszteletére szentelt kápolnája középkori eredetű, 1377-ben már állt. Egyhajós épület sokszögzáródású szentéllyel, két bejárattal, a homlokzaton kis rózsaablakkal. Berendezése is nagyrészt kőből készült, így a szentségtartó fülke és a szószék is. Homlokzata felett található a kis harangtorony, melynek három oldala fából készült.